# Golwala alborubra
Golwala alborubra är en insektsart som beskrevs av Irena Dworakowska 1993. Golwala alborubra ingår i släktet Golwala och familjen dvärgstritar.
Artens utbredningsområde är Thailand. Inga underarter finns listade i Catalogue of Life.